# Митридат (гора, Керчь)
Митрида́т, или Митридатова гора (укр. Мітридат, крымскотат. Mitridat, Митридат) — одна из самых известных горных вершин Крыма. Расположена в центре города Керчь и является его главной достопримечательностью. На вершине находятся руины древнегреческого города Пантикапея, Мемориал воинской славы и памяти павших в годы Великой Отечественной войны 1941—1945 гг., а также смотровая площадка с видом на мост через Керченский пролив, связывающий Крым с основной территорией России.
На гору ведут легендарные Большая и малая Митридатские лестницы.

## Географические сведения
По своему территориальному расположению гора является географическим центром города Керчи. С неё открывается вид на город и на керченскую бухту. Высота над уровнем моря 91,4 метра. Также вершина считается началом простирающегося на запад Митридатского гребня

## История

### В античности
Гора в центре Керчи, на которой располагался античный город Пантикапей. Названа по имени понтийского царя Митридата VI Евпатора, погибшего здесь вследствие политической и военной борьбы с римлянами.
Это имя, которое означает «дар Митры» (персидского бога Солнца).

Такое имя носили шесть царей Понта в Малой Азии, последний из которых — Митридат VI Евпатор — был опасным противником римлян. Митридату, правившему в Иберии (совр. Грузия), римский император Веспасиан (правил в 69-79) помог отразить вторжения аланов. Четыре царя Парфии также носили имя Митридат.

### Митридат в истории Российской империи и СССР
10 (21) июля 1774 гора Митридат, как территория Керчи, была территориально закреплена за Российской империей вследствие подписания Кючук-Кайнарджийского мирного договора. В ходе административно-территориальных преобразований 1783—1802 годов Керчь вошла в состав Таврической губернии.
По завещанию градоначальника Керчи И. А. Стемпковского, археолога, одного из основателей Керченского музея древностей, который умер в 1832 году, он был похоронен на вершине горы Митридат. Часовня на его могиле, построенная в стиле классицизма, надолго стала архитектурной доминантой города. Разрушена в 1944 году.
До революции Керчь и гору Митридат посещали представители царской фамилии — императоры Александр I, Николай I, Александр II и императрица Мария Александровна.
В историю СССР гора вошла как одно из мест героических сражений с немецко-фашистскими захватчиками на Крымском полуострове во время Великой Отечественной войны, став центром воинской славы защитников Крыма. Неразрывно связана с историей обороны и освобождения Керчи. Сюда в декабре 1943 года, в ходе Керченско-Эльтигенской десантной операции, выйдя из Эльтигена, прорвались десантники 318-й Новороссийской стрелковой дивизии под командованием полковника В. Ф. Гладкова. Здесь, на вершине Митридата, 11 апреля 1944 года в ходе Крымской наступательной операции освободители Керчи водрузили Красное знамя.

## Культурное значение
Большое количество памятников Античности, Средних веков и Нового времени делает гору и культурным центром Керчи. На горе расположен мемориал воинской славы павших при освобождении Керчи в годы Великой Отечественной войны — Обелиск Славы Бессмертным Героям на горе Митридат. Сооружение мемориала началось в 1944 году, поэтому он является одним из первых стационарных мемориалов Великой Отечественной войны в СССР. На мемориале стоят 3 пушки ЗИС-3.
Вершина горы соединяется с центром Большой Митридатской лестницей, построенной в 1830-х годах в стиле классицизма по проекту итальянского архитектора Александра Дигби. На вершину ведут 432 ступени.
На северо-восточном склоне горы, севернее Большой Митридатской лестницы, расположена Малая Митридатская лестница. Эта достопримечательность построена в 1866 году и имеет характерно выраженные черты классицизма.
К концу XIX века Большая Митридатская лестница пришла в упадок, украшения частью были разрушены, частью расхищены, скульптуры грифонов нижней площадки были сняты и перемещены на ворота феодосийской заставы на въезде в Керчь. В 1985—1988 годах была проведена реконструкция Большой лестницы, в 1989 году отреставрирована Малая лестница. В июне 2015 года, из-за долгого отсутствия ремонта и вспомогательных работ, произошёл частичный обвал Большой Митридатской лестницы. В связи с заметным ухудшением состояния малой и большой Митридатских лестниц в 2018 году была начата их реконструкция, остановленная затем из-за грубых просчетов подрядчика — проведённые противоаварийные работы не только не остановили разрушительный процесс, но и ускорили его. В августе 2019 года, после повторного проведения экспертизы проекта и заключения контракта с новой подрядной организацией, ремонтно-реставрационные работы возобновлены, а к концу 2020 года — завершены. 22 июня 2021 г. отреставрированный лестничный комплекс был открыт для посетителей.
В рамках развития культурного пространства горной вершины в 2021 году начались работы над воссозданием исторического музея древностей и здания штаба обороны военно-морской базы Черноморского флота в годы Великой Отечественной войны, строительством часовни над склепом археолога и градоначальника Керчь Стемпковского.
В недрах северных склонов горы Митридат, прямо под жилой застройкой, расположен гигантский подземный некрополь — сложная система позднеантичных склепов Пантикапея, соединённых между собой грабительскими лазами. Исследования склепов горы началось ещё в первой половине XIX века. К 1895 году было исследовано более 200 склепов, а также оконтурились общие размеры некрополя — его длина более 1 км, а ширина до 250 м (площадь около 25 га). В конце XX века к исследованиям привлечены спелеологи. В настоящее время известно и описано лишь несколько сотен склепов III—V веков нашей эры, однако по расчётам в некрополе расположены свыше 3,5 тысяч камер.

## Геология
В 1910 году в ходе геологических исследований в районе горы учёным-геологом С. П. Поповым был открыт и впервые описан минерал, получивший в 1914 году название по имени горы — митридатит.